# 寿镜吾
寿怀鉴（1849年9月24日—1930年8月18日），字镜吾，浙江绍兴人，中国近代教师。

## 生平
1849年9月24日，寿镜吾出生于绍兴城内一户以酿酒为生的贫民家庭。1869年，考取会稽县秀才。后因不满官场腐败而不再参加乡试，开始继承父业，成为三味书屋第三代主人。
1930年8月18日，寿镜吾逝世，享年80岁。